# Najlepszy w obronie PLK
Najlepszy w obronie PLK – nagroda przyznawana co sezon przez Polską Ligę Koszykówki najlepiej broniącemu zawodnikowi. Jej laureat jest wyłaniany na podstawie głosowania wszystkich trenerów ligi. 
| Sezon   | Zawodnik                              | Nar.                                  | Zespół                                |              |
| ------- | ------------------------------------- | ------------------------------------- | ------------------------------------- | ------------ |
| 2003/04 | Tomas Masiulis                        | Litwa                                 | Prokom Trefl Sopot                    | [ 1 ]        |
| 2005/06 | Tomas Masiulis (2)                    | Litwa                                 | Prokom Trefl Sopot                    | [ 2 ]        |
| 2006/07 | Andrés Rodríguez                      | /                                     | BOT Turów Zgorzelec                   | [ 3 ]        |
| 2007/08 | Pape Sow                              | Senegal                               | Prokom Trefl Sopot                    | [ 4 ]        |
| 2008/09 | Nie wybrano, przyznawano Złote Kosze. | Nie wybrano, przyznawano Złote Kosze. | Nie wybrano, przyznawano Złote Kosze. | [ 5 ]        |
| 2009/10 | Łukasz Majewski                       | Polska                                | Polpharma Starogard Gdański           | [ 6 ]        |
| 2010/11 | Piotr Szczotka                        | Polska                                | Asseco Prokom Gdynia                  | [ 6 ]        |
| 2011/12 | Piotr Szczotka (2)                    | Polska                                | Asseco Prokom Gdynia                  | [ 7 ]        |
| 2012/13 | Krzysztof Szubarga                    | Polska                                | Anwil Włocławek                       | [ 8 ]        |
| 2013/14 | A.J. Walton                           | Stany Zjednoczone                     | Asseco Gdynia                         | [ 9 ]        |
| 2014/15 | Quinton Hosley                        | Stany Zjednoczone                     | Stelmet Zielona Góra                  | [ 10 ]       |
| 2015/16 | Michał Sokołowski                     | Polska                                | Rosa Radom                            | [ 11 ]       |
| 2016/17 | Michał Sokołowski (2)                 | Polska                                | Rosa Radom                            | [ 12 ]       |
| 2017/18 | Martynas Paliukėnas                   | Litwa                                 | King Szczecin                         | [ 13 ]       |
| 2018/19 | Martynas Paliukėnas (2)               | Litwa                                 | King Szczecin                         | [ 14 ]       |
| 2019/20 | Marcel Ponitka                        | Polska                                | Stelmet Enea BC Zielona Góra          | [ 15 ] [ a ] |
| 2020/21 | Ivan Ramljak                          | Chorwacja                             | WKS Śląsk Wrocław                     | [ 16 ]       |
| 2021/22 | Ivan Ramljak                          | Chorwacja                             | WKS Śląsk Wrocław                     | [ 17 ]       |
| 2022/23 | Przemysław Żołnierewicz               | Polska                                | Zastal Enea BC Zielona Góra           | [ 18 ]       |
| 2023/24 | Amir Bell                             | Stany Zjednoczone                     | Anwil Włocławek                       | [ 19 ]       |